# Prosymna (Ortsgemeinschaft)
Prosymna (griechisch Πρόσυμνα (f. sg.)) ist der Name eines kleinen modernen Orts im Gemeindebezirk Mykines in der Argolis, Griechenland, in dessen Umgebung zahlreiche Gräber aus der mykenischen Zeit entdeckt wurden. Der Ort hieß bis zum Anfang des 20. Jahrhunderts Berbati und wurde dann nach der antiken Stätte Prosymna, die jedoch 6 km westlich auf der anderen Seite des Euböa-Berges lag, umbenannt. Um Verwechselungen zu vermeiden, wird der Fundort von Archäologen weiterhin Berbati genannt.